# ぼくたちの失敗 森田童子ベスト・コレクション (1993年のアルバム)
『ぼくたちの失敗 森田童子ベスト・コレクション』は、森田童子のベスト・アルバム。1993年にワーナーミュージック・ジャパンより発売された。

## 概要
- 唯一オリコン・チャート1位を獲得したアルバム。
- 2003年発売の「ぼくたちの失敗 森田童子ベストコレクション」とは収録内容及びジャケットが違う全く別のベスト・アルバムになっている。

## 収録曲
| 全作詞・作曲: 森田童子。 |                                      |           |            |              |      |
| #                        | タイトル                             | 作詞      | 作曲・編曲 | 編曲         | 時間 |
| 1.                       | 「ぼくたちの失敗」                   | 森田童子  | 森田童子   | 石川鷹彦     | 3:24 |
| 2.                       | 「蒼き夜は」                         | 森田童子  | 森田童子   | 木田高介     | 4:05 |
| 3.                       | 「雨のクロール」                     | 森田童子  | 森田童子   | 木森敏之     | 1:58 |
| 4.                       | 「蒸留反応」                         | 森田童子  | 森田童子   | 千代正行     | 5:52 |
| 5.                       | 「追悼夜曲」                         | 森田童子  | 森田童子   | 比呂公一     | 3:13 |
| 6.                       | 「孤立無援の唄」                     | 森田童子  | 森田童子   | 千代正行     | 5:45 |
| 7.                       | 「さよなら ぼくの ともだち」(ライブ) | 森田童子  | 森田童子   | 森田童子     | 4:02 |
| 8.                       | 「逆光線」                           | 森田童子  | 森田童子   | 石川鷹彦     | 2:39 |
| 9.                       | 「サナトリウム」                     | 森田童子  | 森田童子   | 千代正行     | 4:41 |
| 10.                      | 「男のくせに泣いてくれた」           | 森田童子  | 森田童子   | 石川鷹彦     | 3:20 |
| 11.                      | 「春爛漫」                           | 森田童子  | 森田童子   | J.A.シーザー | 2:41 |
| 12.                      | 「G線上にひとり」                    | 森田童子  | 森田童子   | 若草恵       | 3:36 |
| 13.                      | 「ラスト・ワルツ」                   | 森田童子  | 森田童子   | 千代正行     | 3:26 |
| 合計時間:                | 合計時間:                            | 合計時間: | 48:42      |              |      |